# Zöld anolisz
A zöld anolisz vagy vöröstorkú anolisz más néven (a falakó életmódja miatt) amerikai kaméleon (Anolis carolinensis) a hüllők (Reptilia) vagy (Sauropsida) osztályába és a leguánfélék (Iguanidae) családjába tartozó faj.

## Előfordulása
Az egyetlen anoliszfaj, amely az Egyesült Államokban is előfordul. Észak-Amerikában őshonos, kedvelt  hobbiállat.
Dél-Karolina államtól délre egészen Florida legdélebbi részéig előfordul. Legnyugatabbra Texas államban él San Antonio mellett.
Kuba szigetén is őshonos. Mivel kedvelt hobbifaj, betelepítették a Hawaii-szigetekre is.

## Alfajai
- Anolis carolinensis carolinensis
- Anolis carolinensis seminolus

## Megjelenése
A hím testhossza 15 centiméter, a nőstényé 13 centiméter. A hímnek vörös toroklebenye van, melyet a rivalizáláskor és a párzáskor is használ. A nemek megkülönböztetése is a toroklebeny alapján lehetséges, mely a hímnél sokkal szélesebb és nagyobb. Képes a színét zöldből barnára változtatni a hőmérséklettől és a körülményektől függően.

## Életmódja
|  |  |

Párzása
Több hím anolisz is akkor kezdi meg a párzást amikor esőztetjük a terráriumot + még melegítőlámpát kapcsolunk neki a hím azonnal megkezdi a bólogatást amire a nőstény is szintén bólogat, közben kivétel nélkül mindig látni vörös és lila, esetleg fehér pettyekkel tarkított toroklebenyét. Ha a nőstény nem eszik az lehetséges azért van mert készül a tojásokat úgymond ragasztani.
Nemek meghatározása
A hímnek felülnézetből szélesebb a feje és nagyobb a termete is. Ezenkívül a feje alján látni a vörös toroklebenyét még akkor is, ha éppen nem mutogatja.

## Tartása
Táplálása
A tücsköt nem kedveli (szöcske és légy ami inkább megfelel neki). Etetésnél érdemes vitaminport szórni az eleségre, mely pótolja a D-vitamin-hiányt, amit igazi napfénynél kapna meg. Kizárólag rovarevő, bár van, amikor meglepő módon elfogyasztja a joghurtot is.
Itatásához Sera reptilin vitaminos oldat ajánlatos, melyet az itatóvízbe kell keverni.
Az élő növényeket elviselik és nem teszik tönkre. Tipp: a kertből is szedhetünk esetleg évelő mutatós futónövényeket.
Talajnak homok és "A" típusú virágföld keveréke is használatos, a növények érdekében műnövények esetén mulcsot lehet alkalmazni. Éjszaka ők is alszanak. Ilyenkor nem érdemes őket zavarni "alvás" közben általában zöld színük van. Mivel magas páratartalmú helyről származik igényli a párát, mely nagyon fontos a sikeres vedléshez. Üvegen is kiválóan mászik, ezért mindenképpen fedett terrárium szükséges a tartásra.
Beszerzése
Tenyésztőhöz érdemes fordulni, de állatkereskedésekben is megtalálható. Egy hímhez több nőstényt kell biztosítani, ha jó tenyészetet szeretnénk (a nőstények kisebb arányban születnek, valószínűleg az alacsony hőfok miatt, emiatt beszerzésük nehéz).

## Külső hivatkozások
- Képek az interneten a fajról